# Блэйк, Юджин Карсон
Юджин Карсон Блэйк (англ. Eugene Carson Blake; 7 ноября 1906, Сент-Луис, штат Миссури, США — 31 июля 1985, Стамфорд, штат Коннектикут, США) — североамериканский лидер пресвитерианской церкви и деятель международного экуменического движения, генеральный секретарь Всемирного совета церквей (1966—1972).

## Биография
Родился в семье торгового агента. После окончания школы старших классов в Лоренсевилле, поступил в Принстонский университет, по завершении обучения в котором в 1928 г. получил степень бакалавра искусств. В 1932 г. окончил Принстонскую теологическую семинарию с присвоением степени бакалавра богословия (Th.B.). Кроме того, некоторое время он обучался в Нью-колледже Университета Эдинбурга.
В 1928–1929 гг. преподавал в христианском Колледже Формана в Лахоре; с 1935 до 1951 гг. был министром пресвитерианских церквей в Америке, осуществляя пасторское служение в церквях Нью-Йорка и Олбани, а также в течение одиннадцати лет занимал должность главного министра Первой пресвитерианской церкви в Пасадине.
С 1951 по 1958 гг. — глава Генеральной Ассамблеи пресвитерианской церкви США (PCUSA) и Объединённой пресвитерианской церкви (до 1966 г.). Являлся президентом Национального совета церквей (1954—1957), ассоциации объединяющей англиканскую, протестантские и православные христианские конфессии в Соединённых Штатах.
В 1966–1972 гг. — Генеральный секретарь Всемирного совета церквей. Свою задачу на этом посту сформулировал как содействие формированию церкви по-настоящему реформированной, по-настоящему католической и по-настоящему евангельской.
Был известен, прежде всего, в качестве убеждённого противника расовой сегрегации, а также придерживался прогрессивных взглядов в ряде проблем, затрагивающих деятельность Протестантской церкви. В 1960 г. выступил с проповедью, в которой призвал к объединению различных протестантских течений в единую церковь.
В 1963 г. вместе с Мартином Лютером Кингом и восемью другими лидерами движения борцов за гражданские права встретился с президентом Джоном Ф. Кеннеди. Был одним из выступающих у подножья монумента Линкольну в ходе марша на Вашингтон 28 августа 1963 г.
Автор монографии «Церковь в новом десятилетии».
Похоронен на кладбище Стамфорда Long Ridge Union.